# Kjell Wigren
Karl Erik Kjell Vigren, född 25 mars 1931 i Örnsköldsvik, död 18 december 1996 i Malungsfors, var en svensk gitarrist, låtskrivare och musikförläggare. 
Wigren, som växte upp i Östersund, anställdes 1953 av skivbolaget Cupol. Där kom han i kontakt med dragspelaren Erik Frank och inledde sin professionella musikerbana som medlem av dennes kvintett. Under följande år spelade han med ett flertal av den tidens kända orkesterledare, bland andra Sven Arefeldt, Andrew Walter och Gnesta-Kalle. Kompade även på el-gitarr till Roland Cedermark på några skivor.
I TV-programmet Nygammalt, som startade med Bosse Larsson som programvärd 1971, medverkade Wigren som musikalisk rådgivare och biträdande allsångsledare. Det var här han lanserade dragspelsgruppen Bröderna Lindqvist, som blev Nygammalts husband genom åren.
År 1964 gav Kjell Wigren ut en ”lättfattlig nybörjarskola” för el-gitarr  på ahlins musikförlag, Stockholm.